# Parque nacional de Pang Sida
El Parque nacional de Pang Sida (en tailandés, อุทยานแห่งชาติปางสีดา) es un área protegida del centro de Tailandia, en las provincias de Sa Kaeo y el distrito de Na Di de la de Prachinburi. Tiene 844 kilómetros cuadrados de extensión, y fue declarada en el año 1982, como el 41.º parque nacional del país. Queda 28 km al norte de la ciudad de Sa Kaeo, la capital de la provincia. Junto con el parque nacional de Khao Yai, el de Thap Lan, el de Ta Phraya y el santuario de animales de Dong Yai, forma parte del complejo boscoso de Dong Phayayen, que tiene alrededor de 6.100 kilómetros cuadrados y que es un lugar Patrimonio de la Humanidad declarado por la UNESCO.
Uno de los puntos de interés del parque es la cascada de Pang Sida.
El terreno ondulado de colinas está cubierto por jungla. En los acantilados y las montañas hay densos bosques, creando muchas cascadas y dando origen a afluentes del río Bang Pakong.